# Marco Porcio Catone Liciniano
Marco Porcio Catone Liciniano (in latino Marcus Porcius Cato Licinianus; Roma, 192 a.C. circa – Roma, 152 a.C. circa) è stato un giurista e militare romano del II secolo a.C..
Nacque dal ben più noto Marco Porcio Catone detto "il Censore" e la prima moglie, Licinia, da cui prese il nome di Liciniano per distinguerlo Marco Porcio Catone Saloniano nato in seguito da Salonina.

## Prima educazione
Il padre pose grande cura alla sua educazione sia fisica che intellettuale sforzandosi di tenerlo lontano da ogni tentazione non morale. Imparò a cavalcare, nuotare, lottare e, forse per irrobustire una debole costituzione, fu esposto alle dure condizioni di caldo e freddo. Il padre non permise che la sua educazione fosse affidata, come spesso già accadeva nel mondo romano, a uno schiavo, Chilo; ritenendo il Censore che il figlio avrebbe potuto acquisire una mentalità perdente. A questo fine scrisse lui stesso libri di storia in caratteri di grandi dimensioni e in seguito preparò una sorta di enciclopedia. Il risultato di questa educazione formò un uomo saggio e virtuoso.

## Servizio militare
Il suo ingresso nella vita militare avvenne quale soldato, in Liguria, nel 173 a.C. sotto il comando di Marco Popilio Lenate. La sconfitta e lo sbandamento della legione cui apparteneva lo costrinse a ripetere l'esperienza militare, sempre dietro consiglio del padre, in quanto solo così gli sarebbe stato legalmente riconosciuto di aver combattuto contro i nemici di Roma.
Nel 168 a.C. combatté nella battaglia di Pidna contro Perseo di Macedonia ai comandi del console Lucio Emilio Paolo Macedonico di cui in seguito sposò la figlia Emilia Tertia. Nella battaglia si distinse per valore e sfortuna avendo perduto ma poi ritrovato la propria spada.   
Ritornato fra i commilitoni coperto di ferite fu ricevuto dal console con un applauso. Fu esonerato dal servizio per potersi curare e il padre stesso lo convinse a non prendere parte ai successivi combattimenti in quanto, dopo l'esonero, poteva considerarsi non più un militare

## Il giurista
Dopo la parentesi militare, necessaria per l'ingresso nella vita politica e sociale romana, Liciniano si dedicò alla pratica legale, nella quale sembra abbia raggiunto alti risultati dal momento che molti autori latini ne inneggiano la figura.  
Marco Porcio Catone Liciniano raggiunse la carica di pretore designato. E in tale carica morì, nel 152 a.C., pochi anni prima del padre stesso. Questi accolse la morte del figlio con rassegnazione riuscendo a dargli, a causa della povertà, solo un funerale senza grandi onoranze. 

## Famiglia
Catone Liciniano sposò Emilia Tertia figlia di Lucio Emilio Paolo Macedonico da cui ebbe due figli: il maggiore Marco Porcio Catone, console nel 118 a.C., e il minore Gaio Porcio Catone, console nel 114 a.C.